# Cerkev sv. Janeza Krstnika, Spodnji Otok
Cerkev sv. Janeza Krstnika v Spodnjem Otoku je podružnična cerkev župnije Mošnje.
Cerkev stoji na vzpetini nad vasjo Spodnji Otok. Poznana je po freskah iz 15. stoletja in po tem, da poldne zvoni ob enajstih, kar je spomin na starodavno legendo.

## Cerkev
Cerkvena ladja je pravokotna, v osnovi verjetno romanska, in je bila na prehodu iz 17. v 18. stoletje baročno obokana. Cerkvi so skozi čas prizidali tristrano sklenjeni zvezdasto obokan gotski prezbiterij, vhodno renesančno lopo z zidano prižnico in oltarjem, baročni zvonik ter stranski kapeli.
Zahodna fasada je pod nadstreškom poslikana z gotskimi freskami iz sredine 15. stoletja, ki jih je naslikal mojster, katerega delo kaže, da je bil povezan z mojstri, ki so poslikali suško in bodeško cerkev (suško-bodeška skupina). V notranjosti cerkve so ohranjeni le fragmenti prizora prihoda sv. Treh kraljev, ki ga je v tridesetih letih 16. stoletja naslikal Jernej iz Loke (enega lepših slikovnih ciklov tega slikarja najdemo v cerkvi sv. Petra na Gori nad Begunjami). Isti slikar je poslikal tudi lesen strop, ki pa je bil leta 1927  iz cerkve odstranjen.
Glavni oltar je delo Mateja Goričnika iz Radovljice in sestoji iz kipov sv. Jožefa in Janeza Evangelista. Oltarna slika Janeza Krstnika in ovalna slika sv. Magdalene iz leta 1913 sta delo Matije Bradaška. Oltar v južni kapeli je posvečen Janezu Nepomuku, oltar v severni kapeli pa sv. Martinu in je verjetno nastal okoli leta 1800.
Cerkev obkroža ostanek obzidja, s katerim je bila obdana v času turških vpadov. Po legendi naj bi Turke, ki so se približevali cerkvi, napadli sršeni in jih odgnali; to je bilo ob enajstih, na kar še vedno spominja zvonjenje ob enajstih. (Po različici legende naj bi zvon začel zvoniti kar sam in s tem naznanil prihod Turkov.)
- pogled na cerkev in lopo s severa
- poslikava zunanje stene pod lopo, kamnita prižnica in oltar
- zgoraj Marija z detetom, desno Marija in Janez Krstnik pod Jezusovim križem